# Chính phủ Moskva

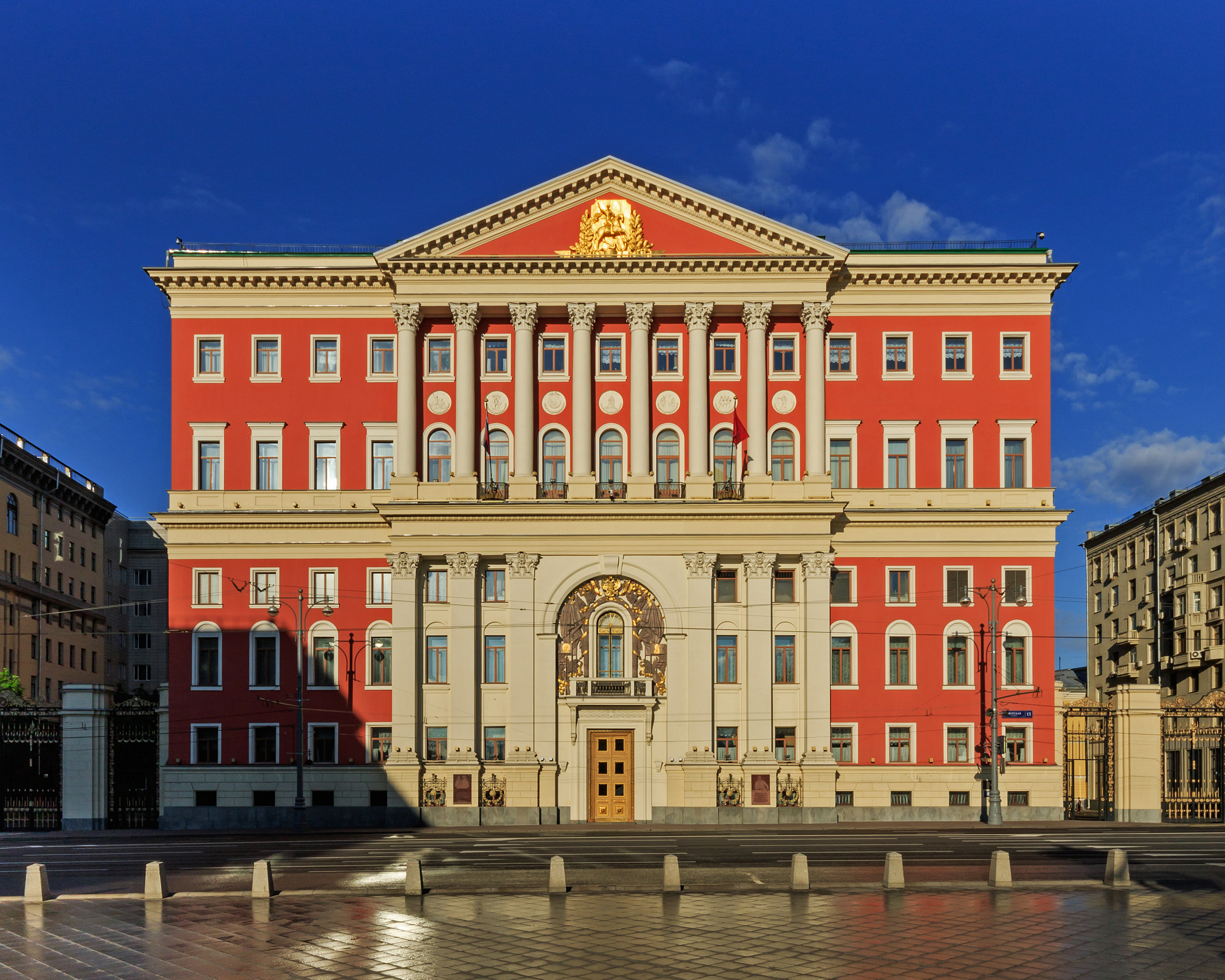
Nơi cư trú của Thị trưởng Moskva

Chính phủ Moskva (tiếng Nga: Правительство Москвы) là cơ quan điều hành cao nhất của cơ quan nhà nước của Moskva. Chính phủ Moskva đứng đầu là quan chức cao nhất của thành phố Moskva, tức là các Thị trưởng Moskva.
Các thành viên của Chính phủ Moskva là Thị trưởng Moskva, Phó Thị trưởng của Moskva trong Chính phủ Moskva và các Bộ trưởng Chính phủ Moskva. Chính phủ Moskva vấn đề đơn đặt hàng (đơn đặt hàng của Chính phủ Moskva) được chữ ký của Thị trưởng Moskva. Chính phủ của Moskva có tư cách pháp nhân. Cấu trúc và chức năng của Chính phủ Moskva được thành lập theo pháp luật của Moskva, được thông qua bởi Moskva City Duma.
Theo Hiến pháp của Liên bang Nga, Moskva là một chủ đề độc lập của Liên bang Nga, cái gọi là thành phố quan trọng của liên bang.